# Esporte Clube Macapá
Maillots
L'Esporte Clube Macapá est un club brésilien de football basé à Macapá dans l'État de l'Amapá.

## Historique
- 1944 : fondation du club sous le nom de Panair Esporte Clube
- 1946 : le club est renommé Esporte Clube Macapá

## Palmarès
- Championnat de l'État de l'Amapá
  - Champion : 1944, 1946, 1947, 1948, 1954, 1955, 1956, 1957, 1958, 1959, 1969, 1974, 1978, 1980, 1981, 1986, 1991